# 남양주 봉선사 비로자나삼신괘불도
남양주 봉선사 비로자나삼신괘불도(南楊州 奉先寺 毘盧遮那三身掛佛圖)는 대한민국 경기도 남양주시, 봉선사에 있는 불화이다. 2012년 12월 27일 대한민국의 보물 제1792호로 지정되었다.

## 개요
남양주 봉선사 비로자나삼신괘불도는 비로사나삼신불(毘盧舍那三身佛)과 권속을 그린 괘불도로, 상부의 중앙에 법신(法身) 비로자나불, 향우측에 보신(報身) 노사나불, 향좌측에 화신(化身) 석가불, 하단 좌우로는 6구의 보살과 범천 및 제석천, 10대 제자, 하단 중앙에는 주악천인과 용왕, 용녀 등을 배치하였다. 전체적으로 보면 삼신불과 권속들을 함께 그렸지만 언뜻 보면 삼신불 중심의 구도로 연상될 만큼 화면 상단의 삼신불을 큼직하게 배치하였는데, 이러한 삼신불 중심의 구성은 이 괘불도를 비롯하여 학림사 괘불도(1774년 중수) 및 원통암 괘불도(1806년) 등 18세기 중후반 경의 서울·경기지역의 삼신불 괘불도에서 볼 수 있다.
특히 이 봉선사 괘불도에서 비로자나불과 석가모니불은 여래형으로, 노사나불은 보관을 쓴 장엄형으로 묘사한 것은 학림사 괘불도와 동일한데, 봉선사 괘불도에 도화원(都畵員)인 각총(覺總)에 이어 두 번째로 이름이 올라있는 칠혜(七惠)가 18세기 전반에 학림사 괘불도를 조성하였으며, 1774년 학림사 괘불도의 중수화원인 처징(處澄)이 1758년에 각총과 함께 신륵사 삼장보살도(1758년)를 제작했던 것에서 두 작품 간의 도상적 유사성을 살펴볼 수 있다.
이 괘불도는 1735년 상궁 이성애(李性愛)가 숙종의 후궁인 영빈 김씨(1669～1735년)의 명복을 빌며 제작한 것이다. 맑은 담채의 황색과 청색, 양록색, 녹색, 하늘색 등 밝고 화사한 색이 굵고 대담하면서도 능숙한 묵선으로 묘사된 인물들의 움직임과 옷자락의 자연스러운 주름표현, 힘찬 동세 등과 어우러져 전체적으로 잘 조화를 이루고 있어 왕실발원 불화의 높은 수준을 보여준다.

## 참고 자료
- 남양주 봉선사 비로자나삼신괘불도 - 국가유산청 국가유산포털